# Памятник Щербине (Тюмень)
Памятник Борису Щербине — установлен в Тюмени в сквере Немцова со стороны улицы Республики, установлен 26 ноября 2004 года.

## История
Памятник советскому государственному и партийному деятелю Борису Евдокимовичу Щербине который в  1961—1973 гг. работал первым секретарем обкома КПСС и в эти годы сделал значительный вклад в развитие экономики Тюменской области.
Установить памятник видному государственному деятелю было решено в феврале 2004 г. на административном совете Тюмени. Автором памятника выступил скульптор Николай Распопов, который лично знал Бориса Щербину. Работа над памятником велась в течение шести месяцев. На торжественной церемонии открытия памятника присутствовали ветераны нефтегазовой отрасли, студенты Нефтегазового университета, представители администрации города и Тюменской области. Открытие памятника сопровождалось торжественными залпами, а память Бориса Щербины почтили минутой молчания.
Памятник представляет собой выполненный из бронзы бюст, установленный на высокий круглый постамент из коричневого гранита. На постамент нанесена надпись:
Государственный и партийный деятель

Герой Социалистического Труда

ЩЕРБИНА

БОРИС ЕВДОКИМОВИЧ

1919—1990

Территория около памятника была вымощена тротуарной плиткой двух цветов в форме круга, и рядом с ним была разбита цветочная клумба.